# Cuillé
 Cuillé  es una población y comuna francesa, en la región de Países del Loira, departamento de Mayenne, en el distrito de Château-Gontier y cantón de Cossé-le-Vivien.

## Demografía
| 1082 | 997 | 861 | 827 | 863 | 849 |
| Para los censos de 1962 a 1999 la población legal corresponde a la población sin duplicidades (Fuente: INSEE [Consultar]) |     |     |     |     |     |